# Louis-Marie Querbes
Louis-Marie Querbes (Lione, 21 agosto 1793 – Vourles, 1º settembre 1859) è stato un presbitero francese, fondatore dalla congregazione dei Chierici di San Viatore.

## Biografia
Nato durante il Terrore, venne battezzato clandestinamente: da bambino fu chierichetto nella chiesa di Saint-Nizier di Lione e, all'età di nove anni, fece voto perpetuo di castità.
Venne ammesso nel seminario di Saint-Nizier all'età di dodici anni ed entrò nello stato ecclesiastico il 28 marzo 1807; proseguì gli studi teologici nel seminario di Saint-Irénée di Lione e venne ordinato sacerdote il 17 dicembre del 1816.
Fu direttore del seminario diocesano e, il 25 ottobre 1822, venne nominato parroco di Vourles, un modesto villaggio agricolo non distante da Lione. Fu durante questo ministero pastorale che ebbe l'intuizione di fondare una nuova congregazione che attendesse all'insegnamento del catechismo ai ragazzi delle zone rurali e assistesse i sacerdoti delle parrocchie più isolate nella cura delle loro chiese.
Con l'autorizzazione di Carlo X, il 10 gennaio 1810 Querbes fondò una pia associazione di insegnanti elementari disposti ad aiutare i parroci nel servizio degli altari e in sagrestia: il 3 novembre 1831 l'arcivescovo di Lione approvò l'unione trasformandola, però, in istituto religioso e i suoi membri vennero obbligati a emettere i voti.
Querbes, che rimase parroco di Vourles fino alla morte, ha lasciato numerosi scritti: tra questi, un Direttorio (una regola per i suoi religiosi), ispirato alle costituzioni dei Dottrinari, dei Gesuiti e degli Agostiniani (pubblicato nel 1836) e alcuni testi di devozione e scolastici.
La Chiesa ha cominciato il suo processo di beatificazione. È stato dichiarato venerabile in 2019.